# Quin Blackburn
Pour les articles homonymes, voir Blackburn (homonymie).
Quin Blackburn, né le 19 juin 1899 à Brainerd (Minnesota) et mort le 8 février 1981 à Boise, est un géologue et explorateur américain. 

## Biographie
Blackburn grandit à Brainerd dans le Minnesota.
Il étudie à l'université du Montana à Missoula et y obtient un diplôme en géologie. En août 1923, alors qu'ils sont étudiants de premier cycle, Blackburn et deux autres amis gravissent avec succès le Grand Teton, devenant ainsi la deuxième personne à atteindre le sommet. Leur ascension est considérée comme d'autant plus spectaculaire qu'ils ne disposent d'aucun équipement spécial, d'aucune expérience en escalade et n'ont effectué aucune préparation pour le voyage.
En 1928, Richard Evelyn Byrd l'engage comme géologue et marin lors de sa première expédition (1928-1930). Au cours de cette expédition, Blackburn et 41 autres explorateurs sont contraints d'hiverner dans la base de Little America car leur navire est bloqué par les glaces. En décembre 1929, il découvre la chaîne La Gorce.
Lors de la deuxième expédition en Antarctique (1933-1935), il dirige une équipe de trois hommes lors d'une randonnée à travers la Terre Marie Byrd où il étudie la géologie de la chaîne de la Reine-Maud tout en parcourant en luge le glacier Scott jusqu'au plateau polaire. Il découvre en décembre 1934 le mont Paine. Avec Stuart Paine et Richard S. Russell, il découvre les monts William Horlick, escalade le glacier Thorpe, atteint 2 499 m d'altitude au mont Weaver et remarque les nombreuses veines de charbon du secteur.
En 2011, une équipe de recherche de l'Université de Canterbury et de l'Université de Waikato a découvert le dépôt d'approvisionnement de l'équipe géologique sur un petit promontoire rocheux près de Durham Point, à l'embouchure du glacier Scott, à moins de 300 milles du pôle Sud. Le dépôt contenait trois crampons et un ensemble de perches d'arpentage extensibles en bois, chacune gravée avec les noms des membres de l'équipe d'expédition.
Après ses voyages en Antarctique, Blackburn travaille comme géologue au Bureau of Land Management. À sa retraite le 30 juin 1969, il reçoit le Prix du service méritoire pour ses 35 années comme employé du gouvernement.

## Hommages
Le mont Blackburn dans la chaîne de la Reine-Maud a été nommé en son honneur. 